# Khúc sông

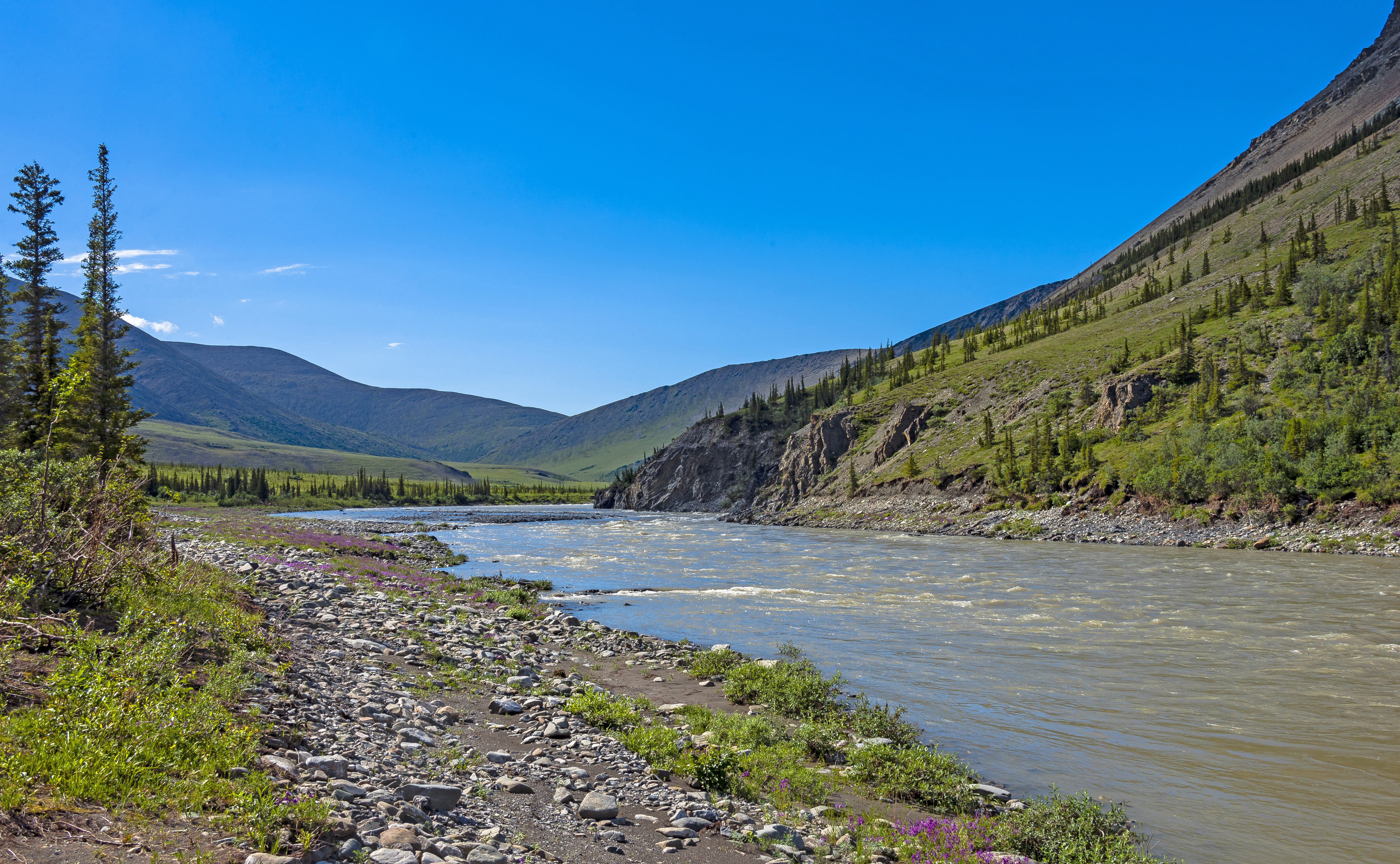
Một khúc sông ở công viên quốc gia Ivvavik, Canada

Một khúc sông (hay còn gọi là đoạn sông, tiếng Anh: reach) là một phần của một dòng suối, con sông với điều kiện thủy văn tương tự, chẳng hạn như lưu lượng, độ sâu, diện tích và độ dốc. Khúc sông thường được đề xuất là một đoạn thẳng, bằng phẳng, và không bị gián đoạn.
Trên thực tế, phạm vi nhắc đến với khúc sông là bất kỳ độ dài nào của một con suối hoặc con sông. Các nhà thủy văn học cũng hay dùng thuật ngữ này khi đề cập đến một đoạn nhỏ của sông hoặc suối thay vì toàn bộ chiều dài dòng sông hay con suối.